# Hadrodactylus semirufus
Hadrodactylus semirufus là một loài tò vò trong họ Ichneumonidae.